# Groß-Karben

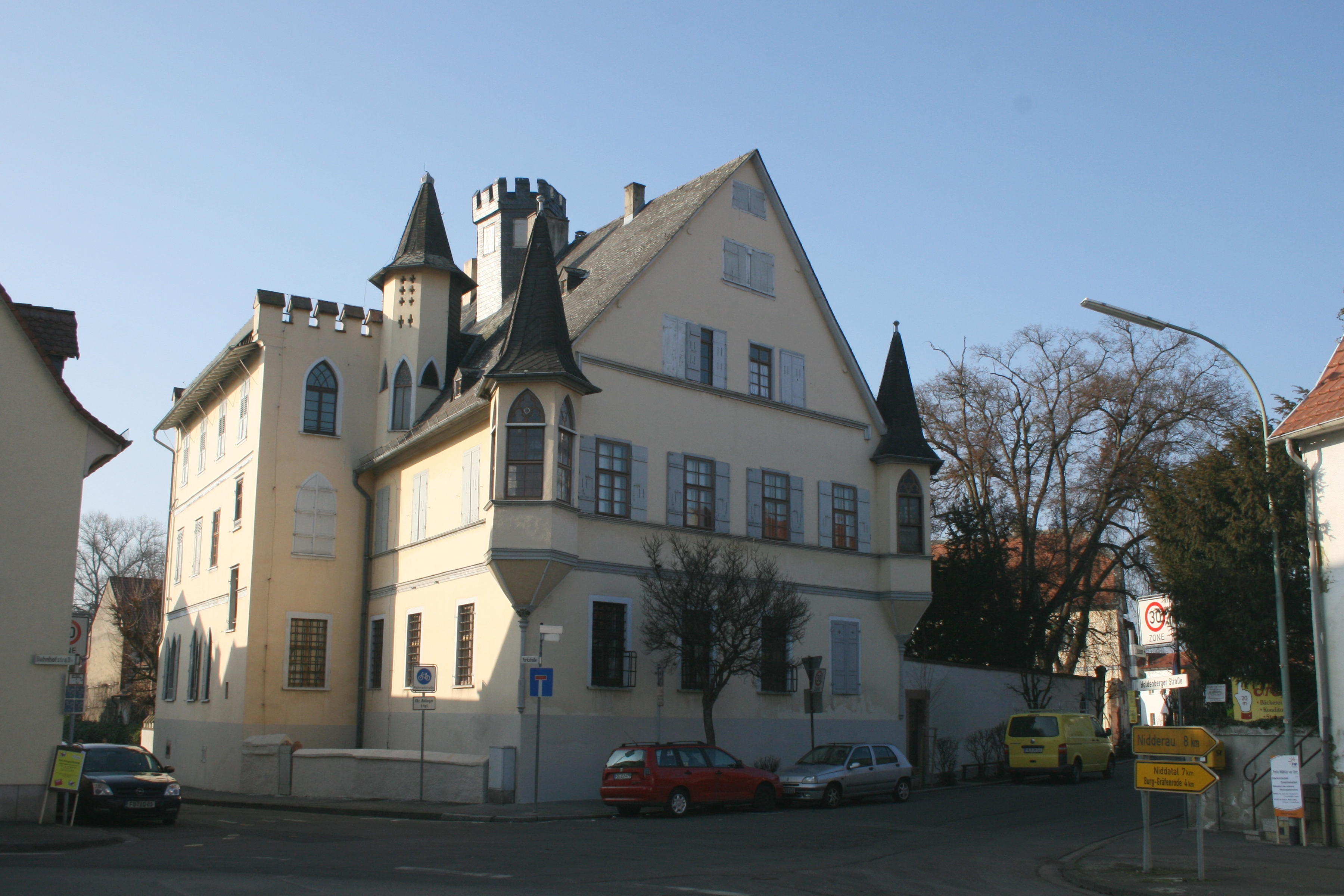
Das Leonhardische Schloss in Groß-Karben

Groß-Karben ist ein Stadtteil von Karben im Wetteraukreis in Hessen mit etwa 4600 Einwohnern.

## Geografie
Der Stadtteil hat eine Fläche von 825 Hektar.

## Geschichte
Die älteste erhaltene Erwähnung von Groß-Karben stammt von 1293. Im Alten Reich gehörte das Dorf zum Freigericht Kaichen, das im 15. Jahrhundert unter die Herrschaft der Burggrafschaft Friedberg kam. Mit dieser fiel es 1806 an Hessen-Darmstadt.
Ein örtliches Rittergut kaufte im 17. Jahrhundert der wirtschaftlich außerordentlich erfolgreiche Verleger und Buchhändler Thomas Matthias Götze, ein Schwiegersohn von Matthias Merian (d. Ä.).
In Groß-Karben galt das Partikularrecht des Freigerichts Kaichen, die Friedberger Polizeiordnung. 1679 wurde sie erneuert und gedruckt. Damit ist sie zum ersten Mal schriftlich fassbar. Sie behandelte überwiegend Verwaltungs-, Polizei- und Ordnungsrecht. Insofern blieb für den weiten Bereich des Zivilrechts das Solmser Landrecht die Hauptrechtsquelle. Das Gemeine Recht galt darüber hinaus, wenn all diese Regelungen für einen Sachverhalt keine Bestimmungen enthielten. Diese Rechtslage blieb auch im 19. Jahrhundert geltendes Recht, nachdem Groß-Karben an das Großherzogtum Hessen übergegangen war. Erst das Bürgerliche Gesetzbuch vom 1. Januar 1900, das einheitlich im ganzen Deutschen Reich galt, setzte dieses alte Partikularrecht außer Kraft. Von 1821 bis 1853 gehörte Groß-Karben zum Bezirk des Landgerichts Großkarben, der 1853 aufgelöst wurde, dann bis 1879 zu dem des Landgerichts Vilbel, ab 1879 zu dem des Amtsgerichts Vilbel.
Zum 1. Juli 1970 entstand die Stadt Karben  im Zuge der Gebietsreform in Hessen durch den freiwilligen Zusammenschluss der bis dahin eigenständigen Gemeinden Groß-Karben, Klein-Karben, Kloppenheim, Okarben und Rendel.

## Kultur
Im Ortskern von Groß-Karben befinden sich zwei neuzeitliche Schlossanlagen: Das Leonhardische Schloss und das Degenfeld'sche Schloss.

## Infrastruktur
Der Stadtteil ist Namensgeber des S-Bahnhofes, der von der Linie S6 nach Friedberg (Hessen) sowie Frankfurt am Main auf der Main-Weser-Bahn bedient wird. Dieser befindet sich jedoch rund einen Kilometer entfernt von Groß-Karben am Ortsrand von Kloppenheim.